# ジョゼフ・ラインハルト
ジョゼフ・ラインハルト（Joseph Reinhardt、1912年3月1日 - 1982年2月7日）は、フランスのジプシー・ジャズのギタリスト。パリ生まれ。ジャンゴ・ラインハルトの兄弟のひとり（弟）。「ナン＝ナン (Nin-Nin)」という通称で呼ばれたジョゼフは、ジャンゴの息子のひとりで、「バビク (Babik)」と通称されるギタリスト/作曲家のジャン＝ジャック・ラインハルト (Jean-Jacques Reinhardt) の叔父である。

## 経歴
ジョゼフは幼いころからバンジョーを奏で、シンティのキャンプや、カフェのテラス、バル・ミュゼット（bal musette：ダンスをする社交場）などで兄ジャンゴとともに演奏していた。
1931年にトゥーロンでエミール・サヴィトリ (Émile Savitry) を通してジャズを知り、1932年から1933年にかけてギターを習得し、コールマン・ホーキンスら熟練ミュージシャンとも共演した。
1934年以降、ジョゼフは、フランス・ホット・クラブ五重奏団の活動にすべてを捧げた。兄ジャンゴの陰で目立つことはなかったが、兄の最も忠実な仲間であり、シャルル・ドロネー (Charles Delaunay) はジョゼフを「兄の陰にいるが、ギターを忠実に運び、交換用の弦を用意している」人物であったと述べている。
ジョゼフは1937年に五重奏団から独立し、同年にはビル・コールマン (Bill Coleman) との録音を行ない、1940年にはエメ・バレリの楽団に加わり、その後、アリックス・コンベル (Alix Combelle) の楽団「ジャズ・ド・パリ (Jazz de Paris)」に移った。
1943年、ジョゼフは、アンドレ・オディール (André Hodeir) とともに、自身のグループを結成した。
1953年に兄ジャンゴが死去したとき、ジョゼフはアコースティック・ギターをやめてエレクトリック・ギターに持ち替えたが、1957年には再び元のギターに戻った。ジョゼフはヴァイオリニストのピエール・ラモネ (Pierre Ramonet)、ヴィヴィアン・ヴィラステイン (Vivian Villerstein)とともに、新たに五重奏団を組み、カルチエ・ラタンのクラブなどに出演した。